# Chiesa dei Santi Rocco e Osvaldo
La chiesa dei Santi Rocco e Osvaldo, detta anche solo chiesa di San Rocco, è la parrocchiale di Dosoledo, frazione del comune sparso di Comelico Superiore, in provincia di Belluno e diocesi di Belluno-Feltre; fa parte della convergenza foraniale di Ampezzo-Cadore-Comelico.

## Storia
All'inizio del XVI secolo a Dosoledo sorgeva una piccola cappella, che però era insufficiente a contenere tutti i fedeli, tanto che molti dovevano assistere alle funzioni standone all'esterno.

Così, nel 1521 pre' Osvaldo Zandonella, rettore della pieve di Santo Stefano, tenne in paese un'assemblea in cui fu votata la realizzazione di una nuova chiesa più grande; si decise di dedicarla a San Rocco, al quale poi si aggiunse anche l'intitolazione a Sant'Osvaldo, voluta dai paesani per onorare il pievano.
L'edificio venne ampliato e rimaneggiato nel XVII secolo; in quel periodo passò alle dipendenze della pieve di Candide.
Nel 1839 fu posta la prima pietra della nuova chiesa; nel 1844 venne ultimata la struttura, il cui progetto, redatto inizialmente dal friulano Colussi, era stato poi ridisegnato dal feltrino Giuseppe Segusini, mentre nel 1847 il vescovo di Feltre e Belluno Antonio Gava impartì la consacrazione.
La chiesa fu eretta a parrocchiale nel 1962, affrancandosi così da Candide.

## Descrizione

### Esterno
La facciata a capanna della chiesa, rivolta a sudovest e anticipata dal pronao esastilo le cui colonne sorreggono il timpano triangolare, presenta al centro il portale d'ingresso, sormontato da una mensola.
Accanto alla parrocchiale si erge su un basamento a scarpa il settecentesco campanile a base quadrata, la cui cella presenta una bifora per lato ed è coronata dalla copertura a cipolla.

### Interno
L'interno dell'edificio si compone di un'unica navata; al termine dell'aula si sviluppa il presbiterio, abbellito da colonne corinzio e chiuso dall'abside semicircolare.
Qui sono conservate diverse opere di pregio, tra le quali l'altare laterale della Vergine Addolorata, costruito tra il 1722 e il 1723 da Andrea Brustolon, gli affreschi ottocenteschi ritraenti la Gloria di san Rocco, la Trinità, i Quattro Evangelisti, San Pietro e tre angeli, eseguiti da Giovanni De Min, il trittico che rappresenta i Santi Apollonia, Rocco e Floriano, posto sull'altare minore di Santa Apollonia, e la pala con soggetto Sant'Anna, il cui autore è Cesare Bagni.